# VPS37B
VPS37B (англ. VPS37B, ESCRT-I subunit) – білок, який кодується однойменним геном, розташованим у людей на 12-й хромосомі. Довжина поліпептидного ланцюга білка становить 285 амінокислот, а молекулярна маса — 31 307.
| 10         |  | 20         |  | 30         |  | 40         |  | 50         |
| ---------- |  | ---------- |  | ---------- |  | ---------- |  | ---------- |
| MAGAGSEARF |  | AGLSLVQLNE |  | LLEDEGQLTE |  | MVQKMEETQN |  | VQLNKEMTLA |
| SNRSLAEGNL |  | LYQPQLDTLK |  | ARLTQKYQEL |  | QVLFEAYQIK |  | KTKLDRQSSS |
| ASLETLLALL |  | QAEGAKIEED |  | TENMAEKFLD |  | GELPLDSFID |  | VYQSKRKLAH |
| MRRVKIEKLQ |  | EMVLKGQRLP |  | QALAPLPPRL |  | PELAPTAPLP |  | YPAPEASGPP |
| AVAPRRIPPP |  | PPPVPAGRLA |  | TPFTAAMSSG |  | QAVPYPGLQC |  | PPLPPRVGLP |
| TQQGFSSQFV |  | SPYPPPLPQR |  | PPPRLPPHQP |  | GFILQ      |  |            |

A: Аланін

C: Цистеїн

D: Аспарагінова кислота

E: Глутамінова кислота

F: Фенілаланін

G: Гліцин

H: Гістидин

I: Ізолейцин

K: Лізин

L: Лейцин

M: Метіонін

N: Аспарагін

P: Пролін

Q: Глутамін

R: Аргінін

S: Серин

T: Треонін

V: Валін

Задіяний у таких біологічних процесах, як транспорт, транспорт білків, метилювання. 
Локалізований у мембрані, ендосомах.